# Other World
「Other World」（アザー・ワールド）は、Aldiousの5枚目のシングルである。

## 概要
- 「Dominator」に引き続き、共同プロデューサーとしてSadsのギタリスト・K-A-Zを迎え制作された。また、トキの楽曲がシングルの表題曲になるのは今作が初である。

- 作曲を担当したトキは「Other World」について、「自分が落ち込んでいるときや悩んでいるときに、いつも温かい声をかけてくれたのは周りの人たちで、『私は一人では生きていけない人や』って、すごく思っていたんです。そんな人たちに向けて、今までもらった勇気やパワーを恩返しというか…与えられる曲になればいいなと思って作りました」と語っている[1]。

- ダウンロード配信の他、CD+DVD仕様の「限定盤A」(BSRS-020)、CD+ポスタージャケット仕様の「限定盤B」(BSRS-021)、CD+12インチ・ピクチャー・レコード仕様の「限定盤C」(BSRS-022)という形態で発売された。

## 収録曲

### CD
1. Other World
  - 作詞：Re:NO　作曲：トキ
2. Dark
  - 作詞：Re:NO　作曲：Re:NO, Tasuku
3. 胸三寸
  - 作詞・作曲：Re:NO
4. Other World (Instrumental)
5. Dark (Instrumental)

### DVD (限定盤Aのみ)
1. Other World (Music Video)
2. I Don't Like Me / Dominator (Behind the Scenes)
  - 「I Don't Like Me」と「Dominator」のPVメイキング映像

### アナログ盤 (限定盤Cのみ)
Side-A
1. Other World

Side-B
1. Dark
2. 胸三寸